# 八重山 (敷設艦)
八重山（やへやま/やえやま）は、日本海軍の小型敷設艦。日本海軍が電気熔接を全面的に取り入れた最初の軍艦である。

## 概要
軍艦「八重山」は1932年（昭和7年）8月末に竣工した日本海軍の敷設艦（機雷敷設艦）。日本海軍最初の全電気溶接艦である。
艦名は沖縄県の八重山列島（南西諸島）にちなんで名づけられた。
初代「八重山」は通報艦。敷設艦「八重山」（本艦）は、この名を持つ日本海軍の艦船としては2隻目。
太平洋戦争開戦時は第三艦隊麾下の第十七戦隊に所属し、機雷敷設や船団護衛任務に従事した。1942年（昭和17年）1月より第三南遣艦隊所属となり、フィリピンや台湾方面で機雷敷設や船団護衛任務に従事した。1944年（昭和19年）9月24日、ミンドロ島南端で米軍機動部隊艦載機の攻撃により沈没した。

## 計画
1927年（昭和2年）度計画艦。
1924年(大正13年)2月に軍令部の立案した補助艦艇補充計画では1,200トン型敷設艦12隻(他の敷設艦艇は5,000トン型敷設艦2隻、5,000トン型急設網艦1隻など)の大量整備を目指していたが、予算成立時(1927年3月)に敷設艦艇は1,200トン型敷設艦1隻のみになった。これが本艦になる。計画番号H-3。

## 艦型
戦時には前進基地へ進出して機雷敷設や対潜哨戒などを行い、平時には訓練用途を考慮された。
このため1929年（昭和4年）に竣工した「厳島」に対し、より小型化・浅喫水を進めている。
重油・石炭混焼罐と往復同式機関を搭載した2軸艦で、計画速力はロンドン海軍軍縮条約上限の20ノット。これは前進基地への急速進出を企図した為である。
船体は先に建造された「厳島」が平甲板型船体(フラッシュ・デッカー)を持つのに対し、本艦は船首楼型となる。船首楼甲板の左舷に教練機雷の揚収用軌道1条があるために艦首にほとんどシアがない。甲板にはリノリウムはほとんど張らず、大部分が滑り止め甲板になっていた。上甲板舷側がブルワークで覆われているのは「白鷹」や燕型敷設艇と同様である。艦橋構造も「白鷹」や「厳島」同様、駆逐艦に似たものになった。
機雷は、
六号機雷185個（前部の機雷庫に35個、後部に50個、上甲板に100個繋止）を搭載した。
機雷庫にある機雷は機雷昇降筒で上甲板に上げられる。
前部の機雷は左右舷に1条ずつある軌道で後部へ送られ、後部の機雷庫より後方は軌道が4条に増え、そのまま艦尾から投下される。
艦尾には敷設指揮所が設けられた。
主砲は12cm高角砲を前後に1門ずつ搭載、2門とも高雄型と同型のシールドが付いていた。12mm機銃は艦橋前のシェルター(セルター)甲板上に左右並べて設置した。

### 溶接
「八重山」は日本海軍が初めて全面的に電気溶接を採用した艦であり、日本海軍造船史上特筆すべき艦である。この技術は、ワシントン軍縮会議で制限された保有トン数の節約に貢献したが、設計段階では通常のリベット構造艦であり、本艦における電気溶接技術採用は福田烈造船中佐の熱意と、藤本喜久雄造船中将の決断によるものだった。「八重山」は問題なく完成したことから、つづいて1933年（昭和8年）4月12日起工の潜水母艦「大鯨《龍鳳》」（横須賀海軍工廠）に全面的に使用されたものの、1000トン級の「八重山」に対して1万トン級の「大鯨」では電気熔接の不具合が続出、工事は難航することになった。
第四艦隊事件により電気熔接部に一層の補強を実施した。この友鶴事件・第四艦隊事件による藤本造船中将の失脚と平賀譲造船中将の復権により、日本海軍における電気溶接の停滞を招いたという。

### 性能改善工事
竣工後、友鶴事件で改装が必要となった。佐世保海軍工廠で行われた改装工事では、バラストキール(深さ700mm)の装着、上部重量の軽減等による重心低下措置が実施された。
外観上では艦中央部のブルワークや2番高角砲シールドの撤去などが行われ、探照燈の位置が低められた。
マストや煙突の短縮も行われたとされるが、残された写真ではよく判らない。
さらに第四艦隊事件後の1936年(昭和11年)秋、荒天航行の際に船体の一部にバックリングが生じたため、すぐに船体補強の応急対策を行った。役務はそのまま続けたが外洋航行をしないことにして、抜本的な対策工事は1938年(昭和13年)2月から5月に舞鶴海軍工廠で行われた。
性能改善工事後は基準排水量1,302英トン、公試排水量1,631トンに増加し、公試平均吃水3.19mとなった。なお1938年3月調べで排水量1,384英トンの記録も残る。

### 開戦後
太平洋戦争突入後は機銃・爆雷兵装・対潜装備を一層強化した。「あ号作戦後の兵装増備の状況調査」によると1944年(昭和19年)8月5日の時点で25mm3連装機銃1基(艦橋前の12mm機銃撤去跡)、25mm単装機銃6基(艦中央から後部の各所)を増備、八一式爆雷投射機4基を増備し計6基、九三式水中聴音機、探信儀の水流覆を装備していた。図によると爆雷投下台らしきものも10基描かれている。

## 艦歴
呉海軍工廠で建造、建造は近代化改装する「扶桑」が入渠した造船船渠の渠頭部分で行われた。
1930年（昭和5年）6月12日、「八重山」と命名。同日附で敷設艦に類別される。同年8月2日、起工。
1931年（昭和6年）10月15日、進水。
1932年（昭和7年）8月31日、竣工。同日附で艤装員事務所を撤去する。佐世保鎮守府籍。
1934年(昭和9年)5月21日横須賀港発、南洋方面へ遠洋航海、8月20日二見港に帰港した。
1934年(昭和9年)12月15日、「常磐」と共に佐世保防備戦隊を編制する。
1937年（昭和12年）1月より、砲艦「安宅」修理時の第十一戦隊旗艦とするため、整備・補強工事と並行して旗艦設備を増設。3月14日、佐世保を出発。3月15日、佐世保防備戦隊から外れ、第十一戦隊旗艦（司令官谷本馬太郎少将）となり中国大陸沿岸部に進出する。
同年7月より日中戦争（支那事変）が勃発。「安宅」の復帰により第十一戦隊旗艦を譲ったのちも、浅喫水を生かして揚子江を遡上するなど、中支方面で活動した。また揚陸や護衛任務にも従事した。同年12月7日、「八重山」は日本本土に帰投。船体補強工事を実施する。
1938年（昭和13年）6月1日附で、佐世保鎮守府部隊に編入される。6月14日からの九江攻略作戦においてはV作戦部隊前衛隊（掃海部隊）の掃海母艦として活動した。7月1日、第三艦隊・第十一戦隊編入。7月18日、第三艦隊・第11砲艦隊附属に編入。
1940年（昭和15年）10月11日、横浜港沖で行われた紀元二千六百年特別観艦式に参加。11月15日、「八重山」は新編の第十七戦隊に編入される。
1941年（昭和16年）12月8日の太平洋戦争開戦時、本艦以下敷設艦3隻（厳島、八重山、辰宮丸）は第三艦隊麾下の第十七戦隊に所属。アメリカ艦船の太平洋への移動阻止を目的としてサンベルナルジノ海峡とスリガオ海峡への機雷敷設が計画され、スリガオ海峡への敷設を「八重山」が、サンベルナルジノ海峡への敷設を「厳島」が行うこととなった。「八重山」は12月8日にパラオから出撃し、12月11日にホモンホン島・ディナガット島間に九三式機雷133個を敷設して12月13日にパラオに帰投した。
以後、大戦中は主に比島方面で、おもに船団護衛任務や輸送任務に従事した。1942年（昭和17年）1月3日、第三南遣艦隊に編入される。
1944年（昭和19年）9月24日、ミンドロ島南端を航行中の「八重山」と第32号駆潜艇は、米軍機動部隊艦載機約30の攻撃を受けて沈没した。同日の空襲では、コロン島（コロン湾）に停泊中の水上機母艦「秋津洲」や給糧艦「伊良湖」等も撃沈されている。
八重山生存者86名がマニラ方面の海軍陸戦隊に編入されたという記録が残る。
11月10日、「八重山」は敷設艦および帝国軍艦籍から除籍された。

## 略歴
- 1930年8月2日 呉工廠にて起工
- 1931年10月15日  進水
- 1932年8月31日 竣工
- 1941年 開戦時第3艦隊第17戦隊所属
  - 12月8日 スリガオ海峡で機雷敷設、大戦中は主に比島方面で船団護衛、機雷敷設任務
- 1944年3月 ワシバカンで機雷敷設
  - 9月24日 ミンドロ島南端で敵機の攻撃を受け戦没
  - 11月10日 除籍

## 歴代艦長
※『艦長たちの軍艦史』203-204頁、『日本海軍史』第9巻・第10巻の「将官履歴」及び『官報』に基づく。

### 艤装員長
- 穂積龍雄 中佐：1931年12月1日[85] - 1932年6月1日[86]

### 艦長
- 穂積龍雄 中佐：1932年6月1日[86] - 1933年11月15日
- 久保九次 中佐：1933年11月15日 - 1934年11月15日
- 津田源助 中佐：1934年11月15日 - 1935年10月7日
- 宮本定知 中佐：1935年10月7日 - 1936年12月1日
- 中里隆治 中佐：1936年12月1日 - 1938年5月25日[87]
- 森徳治 大佐：1938年5月25日 - 1938年12月15日
- 岡田為次 大佐：1938年12月15日 - 1939年10月15日
- 相徳一郎 中佐：1939年10月15日[88] - 1940年6月10日
- （兼）秋山勝三 大佐：1940年6月10日 - 1940年7月20日
- 山森亀之助 大佐：1940年7月20日 - 1940年11月1日
- 川井繁蔵 中佐：1940年11月1日[89] - 1941年5月10日
- 能美実 大佐：1941年5月10日 - 1941年9月12日[90]
- 副田久幸 大佐：1941年9月12日 -
- 堤道三 大佐：1943年5月7日 -